# Miroslav Varga
Miroslav Varga (ur. 21 września 1960 w Žatcu) – czeski strzelec sportowy. W barwach Czechosłowacji złoty medalista olimpijski z Seulu.
Specjalizuje się w strzelaniu karabinowym. Zawody w 1988 były jego pierwszymi igrzyskami olimpijskim. Triumfował w karabinku małokalibrowym w pozycji leżącej na dystansie 50 metrów. Brał udział w IO 92 oraz – jako reprezentant Czech – w IO 08. W drużynie był srebrnym medalistą mistrzostw świata w 1990 w kilku konkurencjach.